# Vicq-d'Auribat
 Vicq-d'Auribat  (en occitano Vic d'Auribat) es una población y comuna francesa, situada en la región de Aquitania, departamento de Landas, en el distrito de Dax y cantón de Montfort-en-Chalosse.

## Demografía
HABIA MUCHOSFRNACESES